# Leyton Orient F.C.
Câu lạc bộ bóng đá Leyton Orient là câu lạc bộ bóng đá chuyên nghiệp của Anh, tọa lạc tại Leyton, London Borough of Waltham Forest. Hiện tại đội bóng đang thi đấu tại League One.

## Đội hình hiện tại
Tính đến 11 tháng 4 năm 2022
Ghi chú: Quốc kỳ chỉ đội tuyển quốc gia được xác định rõ trong điều lệ tư cách FIFA. Các cầu thủ có thể giữ hơn một quốc tịch ngoài FIFA.
| Số | VT | Quốc gia         | Cầu thủ                                  |
| -- | -- | ---------------- | ---------------------------------------- |
| 1  | TM | Anh              | Sam Sargeant                             |
| 2  | HV | Wales            | Tom James                                |
| 3  | HV | Anh              | Connor Wood                              |
| 4  | TV | Cộng hòa Ireland | Callum Reilly                            |
| 5  | HV | Anh              | Dan Happe                                |
| 6  | HV | Bắc Ireland      | Adam Thompson                            |
| 7  | TĐ | Bắc Ireland      | Paul Smyth                               |
| 8  | TV | Anh              | Craig Clay                               |
| 9  | TĐ | Anh              | Harry Smith                              |
| 10 | TĐ | Anh              | Frank Nouble (Mượn từ Colchester United) |
| 11 | TV | Scotland         | Theo Archibald (Mượn từ Lincoln City)    |
| 14 | TV | Anh              | Otis Khan                                |
| 15 | HV | Anh              | Alex Mitchell (Mượn từ Millwall)         |
| 16 | TĐ | Cộng hòa Ireland | Aaron Drinan                             |
| 17 | HV | Anh              | Dan Moss (Mượn từ Millwall)              |
| 18 | TV | Anh              | Darren Pratley (Đội trưởng)              |
| 19 | HV | Grenada          | Omar Beckles                             |

| Số | VT | Quốc gia         | Cầu thủ                          |
| -- | -- | ---------------- | -------------------------------- |
| 20 | TĐ | Cộng hòa Síp     | Ruel Sotiriou                    |
| 21 | TV | Anh              | Matt Young                       |
| 22 | TM | Chile            | Lawrence Vigouroux               |
| 23 | TV | Anh              | Antony Papadopoulos              |
| 24 | HV | Anh              | Jayden Sweeney                   |
| 25 | HV | Cộng hòa Ireland | Shadrach Ogie                    |
| 26 | TV | Cộng hòa Síp     | Hector Kyprianou                 |
| 27 | TM | Anh              | Rhys Byrne                       |
| 28 | TĐ | Anh              | Daniel Nkrumah                   |
| 29 | TV | Anh              | Zech Obiero                      |
| 30 | TV | Anh              | Jephte Tanga                     |
| 31 | TM | Anh              | Noah Phillips                    |
| 32 | TV | Anh              | Jordan Brown                     |
| 33 | TĐ | Anh              | Sonny Fish                       |
| 34 | TV | Anh              | Ethan Coleman                    |
| 35 | HV | Wales            | George Ray (Mượn từ Exeter City) |